# Bryan Johnson
Bryan Johnson (nacido el 22 de agosto de 1977) es un empresario estadounidense, capitalista de riesgo, escritor y autor. Es el fundador y director ejecutivo de Kernel, una empresa que fabrica dispositivos que monitorean y registran la actividad cerebral, y OS Fund, una firma de capital de riesgo que invierte en empresas de ciencia y tecnología en etapa inicial.
Johnson también fue el fundador, presidente y director ejecutivo de Braintree, una empresa especializada en sistemas de pago web y móviles para empresas de comercio electrónico. Braintree adquirió Venmo en 2012 por 26,2 millones de dólares; la entidad combinada fue adquirida por PayPal por 800 millones de dólares en 2013.
Johnson ha recibido la atención de los medios por su intento antienvejecimiento al que llama "Proyecto Blueprint".

## Temprana edad y educación
Johnson nació en Provo, Utah, y creció en Springville, Utah, como el hijo mediano de tres hermanos y una hermana. Después de que sus padres se divorciaron, Johnson vivió con su madre y su padrastro, propietario de una empresa de camiones. A los 19 años, Johnson se convirtió en misionero mormón, habitual entre los hombres jóvenes en la Iglesia de Jesucristo de los Santos de los Últimos Días (Iglesia SUD), y pasó dos años en Ecuador.
Johnson se graduó con una licenciatura en Estudios Internacionales de la Universidad Brigham Young en 2003 y un MBA de la Escuela de Negocios Booth de la Universidad de Chicago en 2007.

## Carrera

### Primeros emprendimientos
Johnson lanzó tres nuevas empresas entre 1999 y 2003. La primera, que vendía teléfonos móviles, le ayudó a pagar sus estudios en la Universidad Brigham Young. Johnson contrató a otros estudiantes universitarios para vender planes de servicios junto con teléfonos celulares; Johnson ganó alrededor de $300 de comisión por cada venta.
También inició otros dos negocios. Inquist, una empresa de VoIP que Johnson cofundó con otros tres socios, combina funciones de Vonage y Skype. Terminó sus operaciones en 2001. Después de eso, se unió a su hermano y a otro socio con un sueldo de 70 dólares. Proyecto inmobiliario de millones de dólares en 2001. El proyecto no logró los objetivos de ventas.

### Braintree
Johnson fundó Braintree en 2007. La empresa ocupó el puesto 47 en la lista de 2011 de la revista Inc. de las 500 empresas de más rápido crecimiento y el puesto 415 en 2012. Ese año, Braintree compró Venmo, una aplicación que permite a los usuarios enviar y recibir dinero entre sí electrónicamente, por 26,2 millones de dólares.

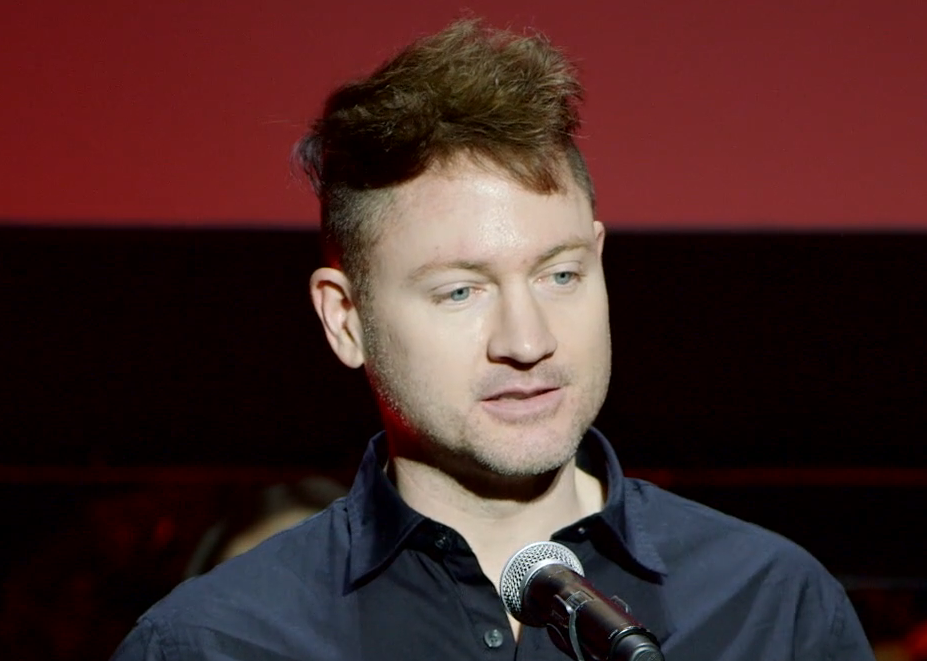
Bryan en el 2017 (Antes del Protocolo Blueprint)

En septiembre de 2013, la empresa anunció que estaba procesando 12 mil millones de dólares en pagos anuales, con 4 mil millones de ellos en dispositivos móviles. Poco después, el 26 de septiembre de 2013, la empresa fue adquirida por PayPal, entonces parte de eBay, por 800 millones de dólares.

### OS Fund
En octubre de 2014 Johnson anunció la creación del OS Fund, que respaldó con 100 millones de dólares de su capital personal.

### Kernel
Johnson fundó Kernel en 2016 e invirtió 100 millones de dólares de su propio dinero para lanzar la empresa. Posteriormente, la empresa cambió su enfoque a la construcción de hardware que mide las señales eléctricas y hemodinámicas producidas por el cerebro. En 2020, Kernel demostró un par de dispositivos similares a cascos que pueden ver y registrar la actividad cerebral. Johnson espera "poner el cerebro en línea con Kernel. El estudio puede incluir la enfermedad de Alzheimer, el envejecimiento, las conmociones cerebrales, los estados de meditación y los accidentes cerebrovasculares. La compañía ha dicho que los dispositivos pueden usarse para ayudar a personas paralizadas a comunicarse o para que personas con problemas de salud mental accedan a nuevas terapias.
En julio de 2020, Kernel había recaudado 53 millones de dólares de inversores externos, tras la inversión de Johnson de 54 millones de dólares en la empresa desde sus inicios.

## Protocolo Blueprint
El 13 de octubre de 2021, Johnson anunció un intento antienvejecimiento al que llama "Proyecto Blueprint". Johnson afirma haber mejorado ciertos biomarcadores mediante prácticas que incluyen restricción calórica y ayuno intermitente, una gran cantidad de suplementos y medicamentos, un horario de sueño estricto y pruebas de diagnóstico frecuentes, entre otros métodos. También se sometió a una serie de seis transfusiones mensuales de plasma de 1 litro, siendo su hijo el donante de una de las transfusiones, pero dice que no repetirá las transfusiones por falta de beneficios. La FDA ha declarado que las transfusiones como la que recibió Johnson no tienen ningún beneficio y pueden ser perjudiciales.
Sus intentos han sido recibidos con críticas por parte de algunos expertos en campos relacionados con el envejecimiento. Moshe Szyf, profesor de farmacología y terapéutica en la Universidad McGill, ha expresado su escepticismo de que la ciencia sea todavía capaz de lograr los notables resultados que Johnson afirma estar alcanzando. Andrew Steele, autor y científico de la longevidad, ha declarado que la genética juega el papel más importante en la determinación de la esperanza de vida de una persona y que ninguna de las prácticas que Johnson está realizando puede cambiar la genética.

## Reconocimiento
Recibió el premio al alumno distinguido 2016 de Booth de la Universidad de Chicago.
Bryan apareció en el documental de 2020, I Am Human, sobre las interfaces cerebro-máquina.

## Obras publicadas
Johnson contribuyó con un capítulo del libro Architects of Intelligence: The Truth About AI from the People Building It (2018) del futurista estadounidense Martin Ford.

## Vida personal
Johnson tiene tres hijos con su exesposa. Fue criado como miembro de la Iglesia de Jesucristo de los Santos de los Últimos Días, pero dejó la Iglesia cuando tenía 34 años. Es piloto y ha escalado el monte Kilimanjaro, la montaña más alta de África, así como el Toubkal, el pico más alto del norte de África.
Johnson sigue un estricto régimen dietético y de estilo de vida en pos de prolongar su vida.